# 越智博之
越智 博之（おち ひろゆき、1963年7月5日 - ）は、東京都出身のアニメーション監督、アニメーター。

## 来歴・人物
東京都立武蔵村山高等学校卒業後、美術系の専門学校を経てアニメーターになる。その後、1994年のOVA作品『アミテージ・ザ・サード』で監督デビュー。

## 参加作品
- GREED （1985年） メカデザイン・原画
- 戦え!!イクサー1 （1985年） 原画
- オーディーン 光子帆船スターライト（1985年） 原画 ※越智裕之名義
- レリックアーマーLEGACIAM （1987年） 原画
- 機動戦士ガンダム 逆襲のシャア （1988年） 原画
- 孔雀王 鬼還祭 （1988年） キャラクターデザイン・原画
- 竜世紀 神章 A.D.1990 璃子 （1988年） デザイン・絵コンテ・作画監督
- 竜世紀 魔章 R.C.297 ルリシア （1988年） デザイン・作画監督
- エクスプローラーウーマン・レイ （1989年） キャラクターデザイン・総作画監督
- 聖獣機サイガード -CYBERNETICS・GUARDIAN- （1989年） 原画
- ヴイナス戦記 （1989年） 原画
- エンゼルコップ （1990年） ストーリーボード・作画監督
- THE八犬伝 （1990年） 作画監督
- ソル・ビアンカ2 （1991年） 作画監督協力
- DETONATORオーガン （1991年） 原画
- 創世機士ガイアース （1992年） メカデザイン・作画監督
- 紅いハヤテ （1992年） 原画
- BASTARD!! -暗黒の破壊神- （1992年） ストーリーボード・演出・作画監督
- モルダイバー （1993年） 作画監督
- アミテージ・ザ・サード （1994年） 監督・キャラクターデザイン
- 魔法少女プリティサミー （1995年） 作画監督
- ARMITAGE THE III　POLY-MATRIX （1996年） 監督・演出
- Ninja者 （1996年） 原画
- 太陽の船 ソルビアンカ （1999年） 監督・絵コンテ
- 劇場版 ああっ女神さまっ （2000年） 原画
- アベノ橋魔法☆商店街 （2002年） 演出・作画監督
- ARMITAGE DUAL-MATRIX （2002年） キャラクターデザイン
- ぷちぷり*ユーシィ （2002年 - 2003年） 絵コンテ・演出・作画監督
- LAST EXILE （2003年） 絵コンテ・演出・作監補佐・原画
- モンキーターン （2004年） 作画監督・OP原画
- モンキーターンV （2004年） 絵コンテ・作画監督
- 強殖装甲ガイバー （2005年） 絵コンテ・作画監督
- SoltyRei （2005年 - 2006年） 作画監督・原画
- パンプキン・シザーズ （2006年 - 2007年） 絵コンテ
- ああっ女神さまっ 闘う翼 （2007年） ゲストキャラクターデザイン
- BLASSREITER （2008年） 作画監督
- S・A 〜スペシャル・エー〜 （2008年） 絵コンテ
- VIPER'S CREED （2009年） 絵コンテ・作画監督
- アマガミSS （2010年） 原画
- 間の楔 第2期 （2012年） デザイン協力・絵コンテ・作画監督・原画・ED原画
- アイアンマン：ライズ・オブ・テクノヴォア （2013年） 原画
- 君のいる町 （2013年） 作画監督
- 魔法科高校の劣等生 （2014年） 作画監督・原画
- バッテリー （2016年） レイアウト監修
- つぐもも （2017年） 美術設定
- ぐらんぶる （2018年） 絵コンテ